# 劳拉·库姆斯
劳拉·库姆斯（英語：Laura Coombs；1991年1月29日—），英格兰女子职业足球运动员，司职中场，目前效力于曼城足球俱乐部和英格兰女子足球代表队。她曾代表英格兰参加2023年国际足联女子世界杯。